# جيم ويلش
جيم ويلش (بالإنجليزية: Jim Welch)‏ هو لاعب كرة قدم أمريكية أمريكي، ولد في 17 مارس 1938 في أنسون في الولايات المتحدة، وتوفي في 25 أكتوبر 2017 في ساوثلايك في الولايات المتحدة.

## وصلات خارجية
- جيم ويلش على موقع مرجع كرة القدم المحترفة.كوم (الإنجليزية)